# 深棲雅麗魚
深棲雅麗魚，為輻鰭魚綱鱸形目隆頭魚亞目慈鯛科的其中一種，分布於非洲坦干伊喀湖流域，為特有種，體長可達30.5公分，棲息在岩石底質水域，生活習性不明，可作為觀賞魚。